# Long Term Evolution

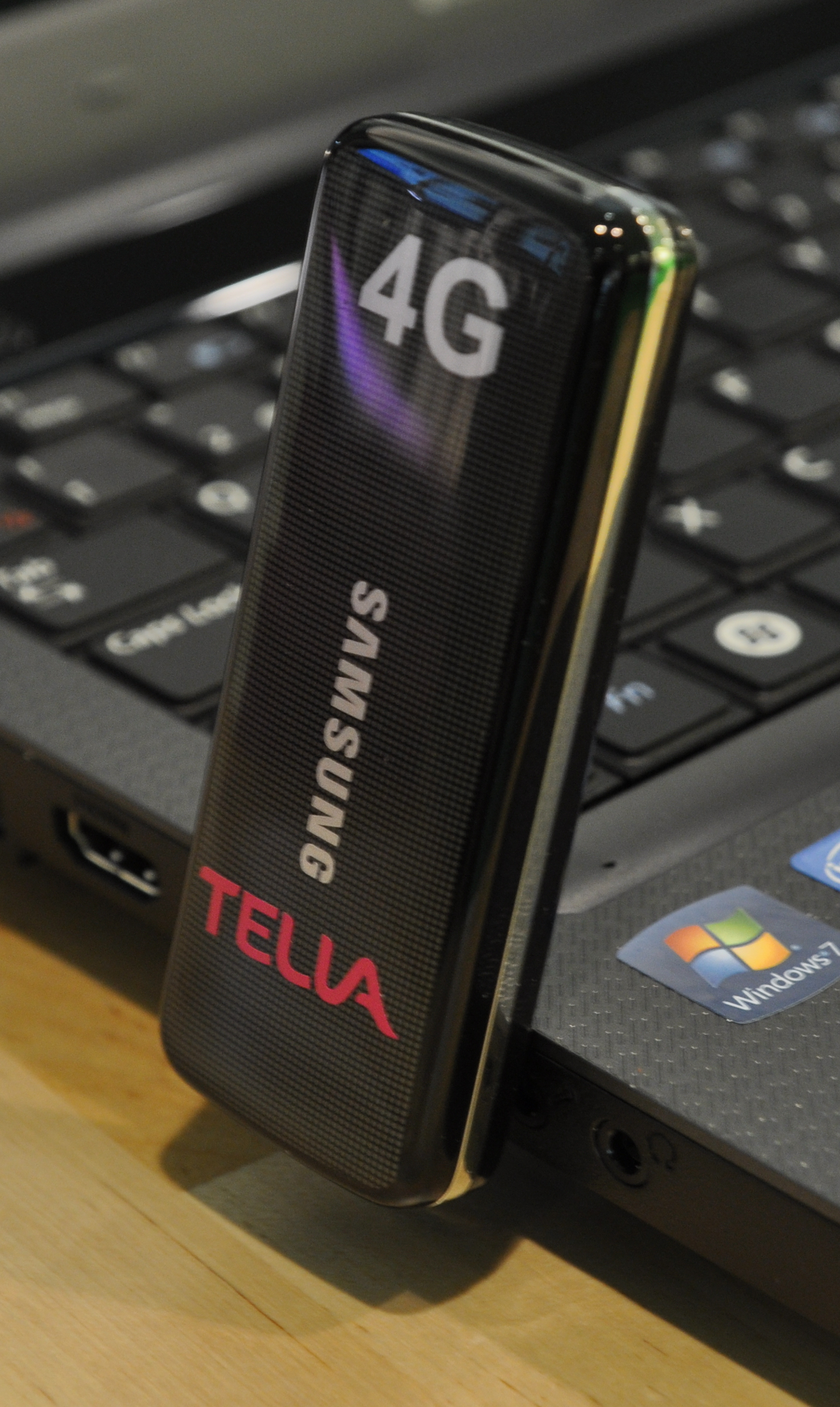
Ein LTE-Modem „Surfstick“ (Samsung GT-B3710) mit USB-Anschluss für LTE (UMTS und GSM)

Long Term Evolution (kurz LTE, auch 4G) ist eine Bezeichnung für den Mobilfunkstandard der vierten Generation. Eine Weiterentwicklung heißt LTE-Advanced bzw. 4G+.
Da UMTS trotz Weiterentwicklung an seine technischen Grenzen gekommen war, überarbeitet die 3GPP das Radio Netzwerk und Kernnetz komplett. Für die Luftschnittstelle entschied man sich für Orthogonal Frequency Division Multiplexing (OFDM) um z. B. flexibler Bandbreiten realisieren und Probleme mit Fadingeffekten bzw. Multipatheffekte zu minimieren.
Ein weiterer Unterschied ist das Kernnetz, das in LTE ein reines IP-Netz ist und inzwischen auch für Sprachübertragung (VoLTE) verwendet wird.
Die Anforderungen an die Endgeräte (Englisch: user equipment [UE], z. B. Mobiltelefone) waren von Anfang an erhöht (wie z. B. MIMO).
Das LTE-Netz wird immer weiter entwickelt und neue Features realisiert.
Mit bis zu 1200 Megabit pro Sekunde sind je nach Empfangssituation und vorhandener Bandbreite deutlich höhere Downloadraten als bei älteren Standards möglich.
Der von LTE-Mobilfunkanbietern dafür genutzte Frequenzbereich liegt zwischen 700 MHz und 3.600 MHz (aktuell genutzt 800–2.600 MHz).

## Geschichte
Ein Vorläuferkonzept zu LTE wurde von Nortel unter dem Namen High Speed OFDM Packet Access (HSOPA) vorgestellt. LTE verwendet Orthogonal-Frequency-Division-Multiplexing-Techniken (OFDM) sowie Multiple-Input/Multiple-Output-Antennentechnologie (MIMO). Die Funkschnittstelle ist in Standard E-UTRA festgelegt, die Architektur von LTE ist rein paketorientiert und im Evolved Packet System (EPS) beschrieben. Die geringen Latenzzeiten bei LTE erlauben die Übertragung von Sprachdiensten (VoIP) und Videotelefonie über das Internetprotokoll sowie den Einsatz zeitkritischer Anwendungen wie zum Beispiel Online-Spiele.

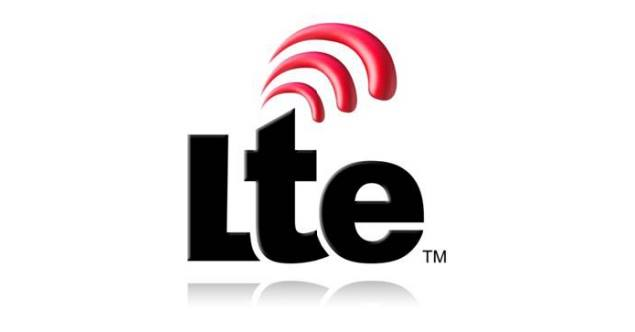
Logo von LTE

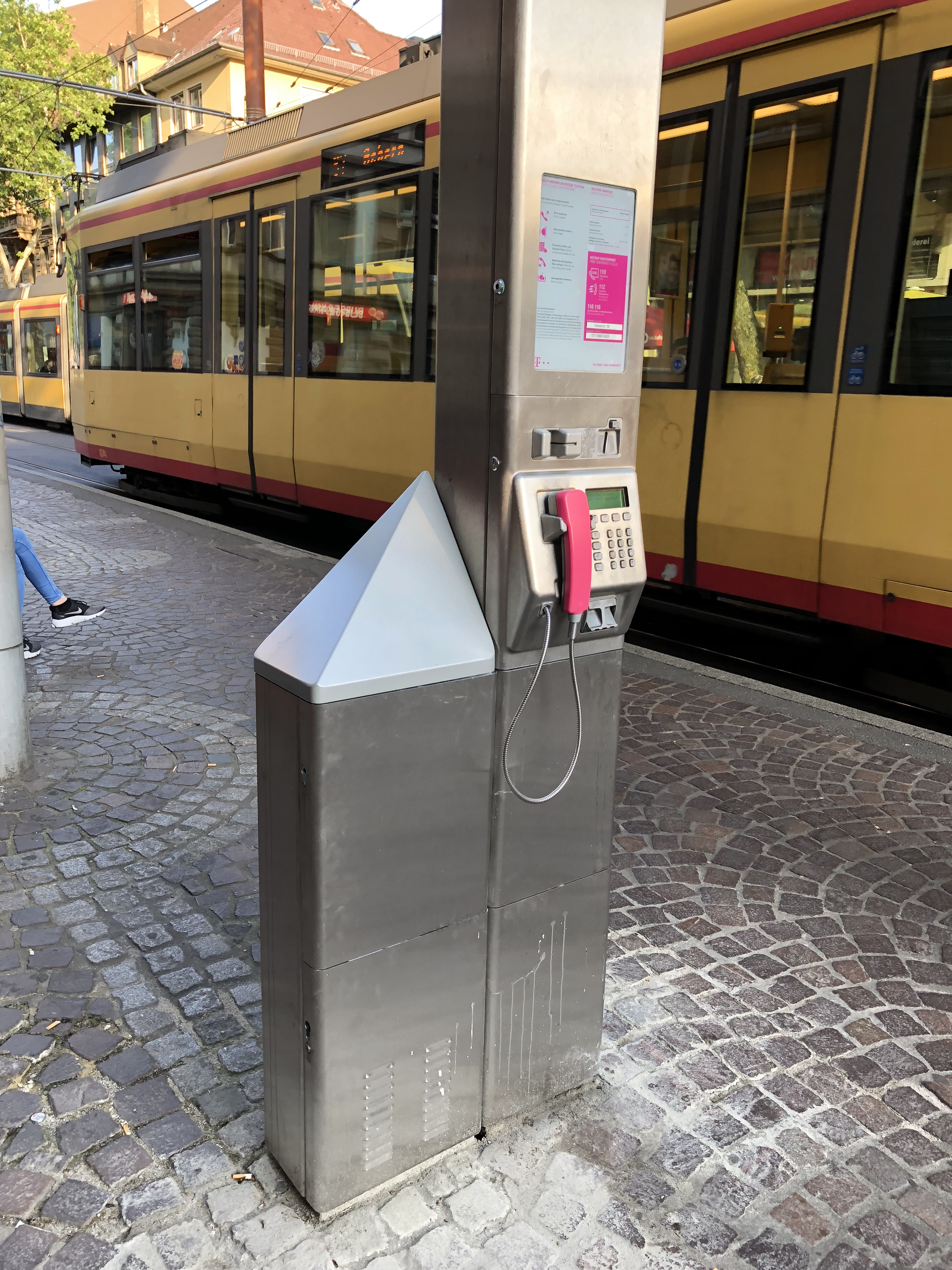
LTE Small Cell der Deutschen Telekom

Mit dem Vorgänger UMTS waren schon relativ hohe Datenübertragungsraten möglich, es wurde aber erwartet, dass der Bedarf an mobilen Internetdiensten weiter steigt. Im Gegensatz zur alternativen Technologie WiMAX sollte LTE den Mobilfunkanbietern einen kostengünstigen evolutionären Migrationspfad von UMTS über HSxPA zu LTE ermöglichen. LTE unterstützt im Gegensatz zu UMTS verschiedene Bandbreiten (1,4; 3; 5; 10; 15 und 20 MHz) und kann so flexibel in unterschiedlichen zukünftigen Spektren eingesetzt werden. OFDM ermöglicht dabei durch eine größere Anzahl an Unterträgern, die Bandbreite einfach zu skalieren. Bei 20 MHz (entspricht laut Standard der Benutzung von 1200 Unterträgern) sollen Spitzendatenraten von 300 Mbps im Downlink und 75 Mbps im Uplink mit Latenzzeiten unter 5 ms erreicht und so die langfristige Konkurrenzfähigkeit von UMTS-Systemen gesichert werden. Im Uplink wird mit SC-FDMA (DFTS-OFDMA) ein OFDMA-ähnliches Zugriffsverfahren verwendet, das sich durch eine geringe Peak-to-Average-Ratio (PAR) auszeichnet.
In der ersten Version von LTE (Release 8) werden fünf Terminalklassen mit unterschiedlichen Datenraten zur Verfügung stehen. Obwohl die höchste Klasse mit 4x4 MIMO und 64-QAM-Modulation die erwarteten Datenraten von 300 Mbps im Downlink und 75 Mbps im Uplink erfüllt, werden die ersten Terminals wohl deutlich geringere Datenraten zur Verfügung stellen und nur mit 2x2 MIMO im Downlink und ohne 64 QAM im Uplink arbeiten. Alle Terminals müssen eine Bandbreite von 20 MHz unterstützen.
Siemens Networks, hatte bereits im September 2006 zusammen mit der Nomor Research GmbH erstmals einen Emulator eines LTE-Netzwerks mit Live-Applikationen gezeigt. Im Downlink wurden dabei zwei Nutzer mit einer HDTV-Anwendung vorgeführt, während im Uplink eine Live-Gaming-Anwendung gezeigt wurde. Im Dezember 2006 wurde dann auf der ITU Telecom World in Hongkong der weltweit erste LTE-Demonstrator gezeigt. Nach Erweiterung des Demonstrators wurden im Mai 2007 in einem Experiment in der Münchner Niederlassung von Nokia Siemens Networks erfolgreich Daten mit bis zu 108 MBit/s im Upstream über ein LTE-Netz übertragen. Diese Datenrate konnte durch die Verwendung von „Virtual MIMO“- beziehungsweise SDMA-Technologien erreicht werden. Dabei konnten 2 kooperierende LTE-Endgeräte, bestückt mit je einer Sendeantenne, gleichzeitig im selben Frequenzband Daten im Uplink übertragen. Unter Verwendung entsprechender MIMO-Algorithmen können die überlagerten Datenströme durch ihre räumliche „Distanz“ separiert werden. Mit Einsatz dieser Technologie hielt das Unternehmen Nokia Solutions and Networks den Geschwindigkeitsrekord im Downlink von 1,3 GBit/s.
Auf dem GSMA Mobile World Congress in Barcelona zeigte Ericsson 2008 erstmals eine Ende-zu-Ende-Verbindung mit LTE auf kompakten Mobilgeräten. Es wurden Datenraten von 25 MBit/s im Uplink und Downlink demonstriert. Im März 2008 wurden in einem Feldtest von NTT DOCOMO 250 Mbps demonstriert. Ende 2008 wurde von LG ein LTE-Chip vorgeführt, welcher Datenraten von 60 Mbps erreicht, was etwa dem Achtfachen der HSDPA-Cat8-Datenrate von 7,2 Mbps entspricht.
Der Plan der 3GPP-Standardisierung war es, Ende 2009 den ersten kommerziellen Standard zu verabschieden. Nach Inter-Operability-Tests und weiteren Feldtests 2009 wurde für 2010 der Aufbau der ersten Netze erwartet.
Am 14. Dezember 2009 wurden die ersten kommerziellen LTE-Netzwerke von TeliaSonera in Stockholm und Oslo in Betrieb genommen. In der ersten Ausbaustufe erreichten sie eine Downstream-Datenrate von 100 MBit/s und eine Upstream-Datenrate von 50 MBit/s. Im Laufe des Jahres 2010 sollten durch TeliaSonera die 25 größten schwedischen und vier größten norwegischen Städte mit LTE-Netzen versorgt werden. Im März 2012 versorgte TeliaSonera bereits 100.000 Nutzer mit LTE.
In Deutschland ging die Versteigerung der zur Nutzung für LTE geplanten Frequenzlizenzen Ende Mai 2010 zu Ende. Die deutschen Netzbetreiber gaben insgesamt 4,4 Milliarden Euro für die Lizenzen aus. Die drei Netzbetreiber Telekom Deutschland, Vodafone und Telefónica Germany (O2) starteten anschließend Tests, um Erfahrungen mit dem Betrieb von LTE zu gewinnen.
Am 30. August 2010 nahm die Deutsche Telekom den ersten LTE-Sendemast in Kyritz (Landkreis Ostprignitz-Ruppin) in Betrieb. In Österreich nahm die Mobilkom Austria am 19. Oktober 2010 in Wien sowie T-Mobile Austria in Innsbruck den kommerziellen LTE-Betrieb auf.
Vodafone bot seit dem 1. Dezember 2010 als erster deutscher Mobilfunk-Netzbetreiber LTE für Endkunden in Kombination mit einem LTE-Surfstick an. Seit dem 15. März 2011 bot Vodafone auch LTE-Tarife mit Telefonie / Telefonanschluss an, es handelte sich dabei um Voice-over-IP. Vodafone und die Deutsche Telekom veröffentlichten seit April 2011 detaillierte Informationen über die mit LTE versorgten Gebiete in ihren LTE-Netzabdeckungskarten. Die Einführung von LTE in Ballungsgebieten und Großstädten war ab Sommer / Herbst 2011 geplant. Köln wurde als erste Stadt seit Juli, Düsseldorf seit September 2011 mit LTE versorgt. Die Telefónica Germany startete mit der Marke O2 ihr Angebot Anfang Juli 2012 in den ersten Großstädten Dresden und Nürnberg.
Ende 2012 hatte die Deutsche Telekom mit LTE um 1800 MHz 100 Städte in Deutschland erschlossen. In diesen Gebieten war es möglich, mit bis zu 100 Mbit/s mobil im Internet zu surfen, während mit 800 MHz ländliche Gebiete versorgt wurden. Seit 2015 wurde LTE zudem in einer Hybrid Access Technik zur Verbesserung der Bandbreite von Festnetzanschlüssen in ländlichen Regionen eingesetzt.
Vodafone versorgte 160 größere Städte mit LTE im 800-Megahertz-Spektrum. Im September 2013 erreichte Vodafone bundesweit mit 5.600 Basisstationen eine Netzabdeckung von 66 Prozent. Im Mai 2015 gab es bekannt, mit seinem LTE-Netz 77 % der Bevölkerung sowie über 73 % der deutschen Fläche zu erreichen.
O2 versorgte bis Mitte 2013 etwa 11 größere Ballungsräume mit LTE und benutzte dabei die Frequenzen um 800 MHz, die vereinzelt um LTE-Zellen im 2600-MHz-Bereich ergänzt wurden. Mittelfristig wollte O2 ein deutschlandweites LTE-Netz auf 800 MHz aufbauen. Im Jahr 2013 war die Einführung von Voice over LTE (VoLTE) geplant. O2 nutzte das Glasfasernetz der Telekom, um die Daten aus dem LTE-Netz weiterzutransportieren.
Für das Jahr 2013 planten sowohl die Deutsche Telekom, Vodafone als auch O2 ihr LTE-Netz weiter auszubauen. E-Plus gab im Januar 2013 bekannt, als letzter Mobilfunknetzbetreiber seinen LTE-Start im Jahr 2013 anzustreben. Ab März 2014 wurde LTE für alle Kunden im E-Plus-Netz freigeschaltet. Ende Juni 2016 schaltete Telefónica das LTE-Netz des von ihr übernommenen E-Plus wieder ab und begann mit der Abrüstung.
Vodafone kündigte für die zweite Hälfte 2013 die Erweiterung des LTE-Netzes um die Unterstützung der Category 4 Geräte (kurz LTE Cat4) an. Damit sollten bei entsprechenden Endgeräten Download-Geschwindigkeiten von bis zu 150 MBit/s möglich sein. Zunächst sollten die Basisstationen in Düsseldorf, Dortmund, Dresden und München entsprechend aufgerüstet werden. Mitte November 2013 starteten O2 und Vodafone unabhängig voneinander erste Feldexperimente mit LTE Category 6 in ihren Netzen, wodurch eine maximale Download-Geschwindigkeit von 225 MBit/s erreicht werden sollte. Während O2 eine LTE-Funkzelle in München mit der neuen Technologie ausrüstete, stellte Vodafone im Umfeld der Technischen Universität Dresden LTE-Advanced mit Carrier Aggregation bereit.

## Voice over LTE

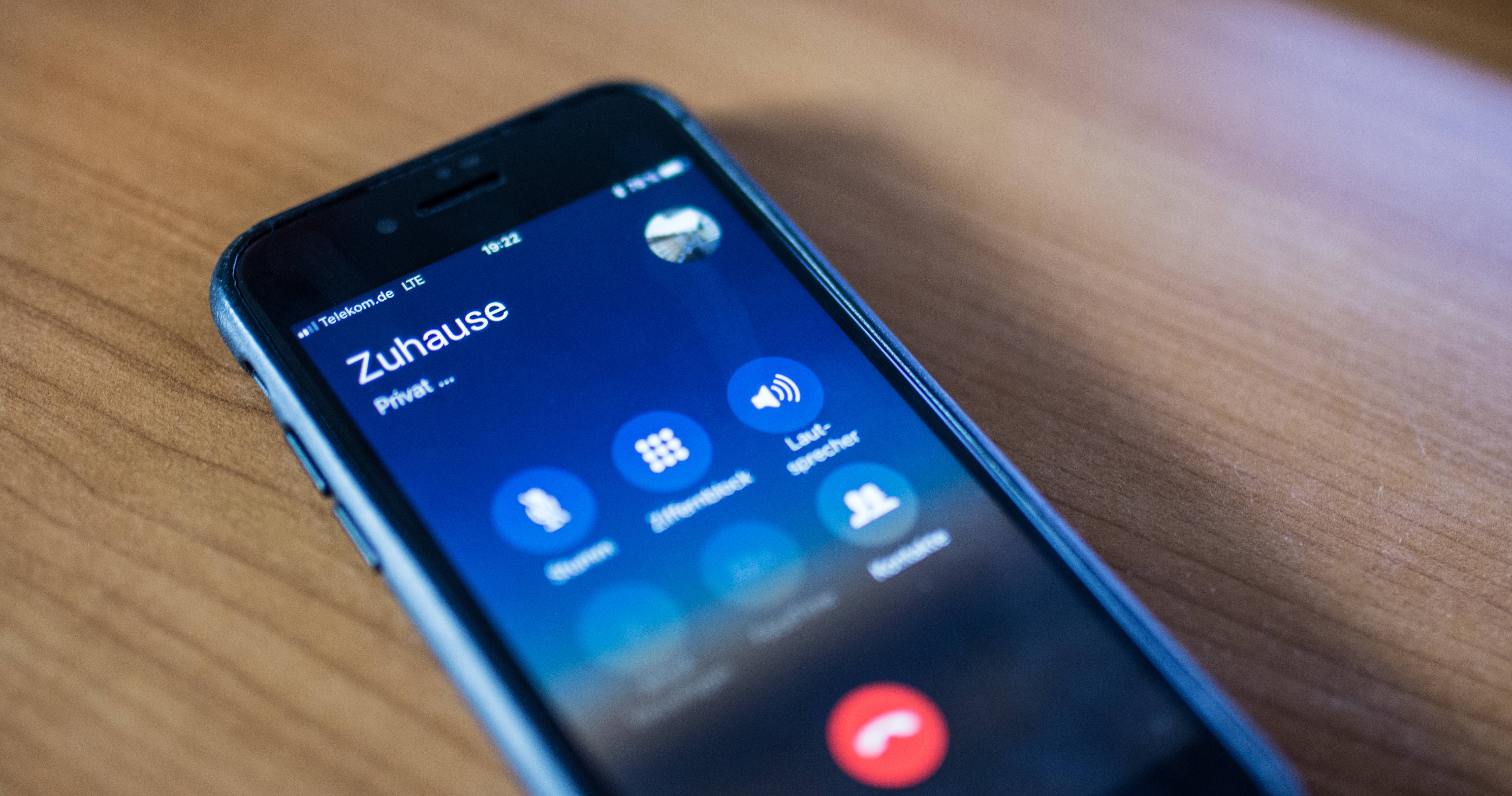
VoLTE-Telefonat auf einem iPhone

Voice over LTE, kurz VoLTE, bezeichnet die paketbasierte Telefonie über das IP Multimedia Subsystem im LTE-Netz. In der Anfangsphase wurde LTE als reiner Datendienst eingeführt, Telefonie war vorerst nicht geplant. In Deutschland führte Mitte März 2015 Vodafone Deutschland als erster Netzbetreiber den Telefoniedienst im Netz der vierten Generation ein. Kurz darauf folgte Telefónica mit der Unterstützung ihrerseits im O2-Netz. Als letzter Netzbetreiber führte die Telekom Deutschland Anfang 2016 den Dienst ein.
Die Vorteile der VoLTE-Technologie liegen in einem zügigen Gesprächsaufbau und der Möglichkeit, die Sprachqualität durch breitbandige Codecs wie AMR-WB (Vermarktung als HD-Voice) oder EVS im Vergleich zur Telefonie über GSM oder UMTS zu steigern. Auf Seiten der Netzbetreiber kann das Spektrum effizienter genutzt werden; bei gleichzeitiger Steigerung der Qualität.
| Technologie   | GSM/UMTS | LTE (CSFB) | VoLTE  | WiFi Calling |
| ------------- | -------- | ---------- | ------ | ------------ |
| Paket-basiert | nein     | nein       | ja     | ja           |
| Rufaufbauzeit | 5,47 s   | 8,8 s      | 1,96 s | 1,18 s       |

Werte ermittelt durch eigenen Test vom Telekom-Mobilfunknetz ins Telekom-NGN-Festnetz mit Apple iPhone 8

### CSFB
Unterstützt ein Gerät kein VoLTE, befindet sich aber zum Zeitpunkt des Initiierens oder Annehmens eines Telefonates im LTE-Netz, so wird ein sogenannter Circuit Switched Fallback (CSFB) vollzogen. Dem UE wird im Layer3 mitgeteilt wohin es wechselt soll, z. B. in ein verfügbares GSM-, UMTS-Netz, um dort den Anruf „anzunehmen oder abzusetzen“. Dies kostet Zeit, weswegen die Rufaufbauzeiten bei einem CSFB drastisch ansteigen (siehe Tabelle).

### Notrufe
In Deutschland war es anfangs nicht möglich, Notrufe über VoLTE abzusetzen. Die Endgeräte erkannten, dass ein Notruf abgesetzt werden sollte, und wechselten automatisch nach GSM bzw. UMTS (CSFB). Inzwischen ist entsprechende Technik nachgerüstet (Telekom und Telefonica seit 2016; Vodafone später) (ETSI TS 124 008).

## Technische Daten

### Gängige LTE-Kategorien und Datenraten
| Kategorie | Downstream  | Upstream                               | Downlink-Carrier max. | MIMO max. | Downstream-Modulation max. |
| --------- | ----------- | -------------------------------------- | --------------------- | --------- | -------------------------- |
| Cat 4     | 0150 MBit/s | 50 MBit/s                              | 1                     | 2×2       | 64 QAM                     |
| Cat 6     | 0300 MBit/s | 50 MBit/s                              | 2                     | 4×4       | 64 QAM                     |
| Cat 9     | 0450 MBit/s | 50 MBit/s                              | 3                     | 4×4       | 64 QAM                     |
| Cat 12    | 0600 MBit/s | 150 MBit/s (Cat 13)                    | 3                     | 4×4       | 256 QAM                    |
| Cat 15    | 0800 MBit/s | 225 MBit/s                             | 5                     | 4×4       | 256 QAM                    |
| Cat 16    | 1000 MBit/s | – (Upstream fällt in andere Kategorie) | 5                     | 4×4       | 256 QAM                    |
| Cat 18    | 1200 MBit/s | – (Upstream fällt in andere Kategorie) | 32                    | 8×8       | 256 QAM                    |

Quelle:

### Bandbreiten und Signalstruktur
| Eigenschaft                                                                | Kanalbreite | Kanalbreite | Kanalbreite | Kanalbreite | Kanalbreite | Kanalbreite |
| Eigenschaft                                                                | 1,4 MHz     | 3 MHz       | 5 MHz       | 10 MHz      | 15 MHz      | 20 MHz      |
| -------------------------------------------------------------------------- | ----------- | ----------- | ----------- | ----------- | ----------- | ----------- |
| Signalbandbreite                                                           | 1,08 MHz    | 2,7 MHz     | 4,5 MHz     | 9,0 MHz     | 13,5 MHz    | 18,0 MHz    |
| Anzahl OFDM-Träger                                                         | 72          | 180         | 300         | 600         | 900         | 1200        |
| Anzahl Physical Resource Blocks a                                          | 6           | 15          | 25          | 50          | 75          | 100         |
| Anzahl Resource Elements b pro Frame c (Normal Cyclic Prefix Mode)         | 10080       | 25200       | 42000       | 84000       | 126000      | 168000      |
| Anzahl Resource Elements pro Frame (Extended Cyclic Prefix Mode)           | 8640        | 21600       | 36000       | 72000       | 108000      | 144000      |
| Anzahl Reference Signals a (RS) je Frame (Antennenports 0 und 1 / 2 und 3) | 480/240     | 1200/600    | 2000/1000   | 4000/2000   | 6000/3000   | 8000/4000   |

### Frequenzbänder
Alle Frequenzen sind hier in Megahertz (MHz) angegeben. Die Bänder 46, 47 und 49 können nicht mit 15 MHz Bandbreite betrieben werden.
| E-UTRA Band | Duplex Mode | Name              | Uplink        | Downlink      | Duplexlücke | Kanalbandbreiten (von/bis) | Kanalbandbreiten (von/bis) | Cluster     | Geographischer Bereich                               |
| ----------- | ----------- | ----------------- | ------------- | ------------- | ----------- | -------------------------- | -------------------------- | ----------- | ---------------------------------------------------- |
| 1           | FDD         | 2100              | 1920–1980     | 2110–2170     | 190         | 5                          | 20                         | 1695–2200   | Global                                               |
| 2           | FDD         | 1900 PCS          | 1850–1910     | 1930–1990     | 80          | 1,4                        | 20                         | 1695–2200   | NAR (Nordamerika)                                    |
| 3           | FDD         | 1800+             | 1710–1785     | 1805–1880     | 95          | 1,4                        | 20                         | 1695–2200   | Global                                               |
| 4           | FDD         | AWS-1             | 1710–1755     | 2110–2155     | 400         | 1,4                        | 20                         | 1695–2200   | NAR (Nordamerika)                                    |
| 5           | FDD         | 850               | 824–849       | 869–894       | 45          | 1,4                        | 10                         | 698–960     | NAR (Nordamerika)                                    |
| 6           | FDD         | 850 Japan         | 830–840       | 875–885       | 45          | 5                          | 10                         | 698–960     | APAC (Asien-Pazifik)                                 |
| 7           | FDD         | 2600              | 2500–2570     | 2620–2690     | 120         | 5                          | 20                         | 2496–2690   | EMEA                                                 |
| 8           | FDD         | 900 GSM           | 880 – 915     | 925–960       | 45          | 1,4                        | 10                         | 698–960     | Global                                               |
| 9           | FDD         | 1800              | 1749,9–1784,9 | 1844,9–1879,9 | 95          | 5                          | 20                         | 1695–2200   | APAC (Asien Pacific)                                 |
| 10          | FDD         | AWS-3             | 1710–1770     | 2110–2170     | 400         | 5                          | 20                         | 1695–2200   | NAR (Nordamerika)                                    |
| 11          | FDD         | 1500Lower         | 1427,9–1447,9 | 1475,9–1495,9 | 48          | 5                          | 10                         | 1427–1518   | Japan                                                |
| 12          | FDD         | 700a              | 699–716       | 729–746       | 30          | 1,4                        | 10                         | 698–960     | NAR (Nordamerika)                                    |
| 13          | FDD         | 700c              | 777–787       | 746–756       | –31         | 5                          | 10                         | 698–960     | NAR (Nordamerika)                                    |
| 14          | FDD         | 700 PS            | 788–798       | 758–768       | –30         | 5                          | 10                         | 698–960     | NAR (Nordamerika)                                    |
| 17          | FDD         | 700b              | 704–716       | 734–746       | 30          | 5                          | 10                         | 698–960     | NAR (Nordamerika)                                    |
| 18          | FDD         | 800 Lower         | 815–830       | 860–875       | 45          | 5                          | 15                         | 698–960     | Japan                                                |
| 19          | FDD         | 800 Upper         | 830–845       | 875–890       | 45          | 5                          | 15                         | 698–960     | Japan                                                |
| 20          | FDD         | 800 DD            | 832 – 862     | 791–821       | −41         | 5                          | 20                         | 698–960     | EMEA (Europe Middle East and Africa)                 |
| 21          | FDD         | 1500 upper        | 1447,9–1462,9 | 1495,9–1510,9 | 48          | 5                          | 15                         | 1427–1518   | Japan                                                |
| 22          | FDD         | 3500              | 3410–3490     | 3510–3590     | 100         | 5                          | 20                         | 3400–3800   | EMEA (Europe Middle East and Africa)                 |
| 23          | FDD         | 2000 S-band       | 2000–2020     | 2180–2200     | 180         | 1,4                        | 20                         | 1695–2200   | NAR (Nordamerika)                                    |
| 24          | FDD         | 1600 L-band       | 1626,5–1660,5 | 1525–1559     | −101,5      | 5                          | 10                         | 1525–1660,5 | NAR (Nordamerika)                                    |
| 25          | FDD         | 1900+             | 1850–1915     | 1930–1995     | 80          | 1,4                        | 20                         | 1695–2200   | NAR (Nordamerika)                                    |
| 26          | FDD         | 850+              | 814–849       | 859–894       | 45          | 1,4                        | 15                         | 698–960     | NAR (Nordamerika)                                    |
| 27          | FDD         | 800 SMR           | 807–824       | 852–869       | 45          | 1,4                        | 10                         | 698–960     | NAR (Nordamerika)                                    |
| 28          | FDD         | 700 APT           | 703–748       | 758 – 803     | 55          | 3                          | 20                         | 698–960     | APAC, EU                                             |
| 29          | FDD         | 700 d             | –             | 717–728       | –           | 3                          | 10                         | 698–960     | NAR (Nordamerika)                                    |
| 30          | FDD         | 2300 WCS          | 2305–2315     | 2350–2360     | 45          | 5                          | 10                         | 2300–2400   | NAR (Nordamerika)                                    |
| 31          | FDD         | 450               | 452,5–457,5   | 462,5–467,5   | 10          | 1,4                        | 5                          | 450–467,5   | Global                                               |
| 32          | FDD         | 1500 L-band       | -             | 1452–1496     | –           | 5                          | 20                         | 1427–1518   | EMEA (Europe Middle East and Africa)                 |
| 33          | TDD         | TD 1900           | 1900–1920     | 1900–1920     | –           | 5                          | 20                         | 1695–2200   | EMEA (Europe Middle East and Africa)                 |
| 34          | TDD         | TD 2000           | 2010–2025     | 2010–2025     | –           | 5                          | 15                         | 1695–2200   | EMEA (Europe Middle East and Africa)                 |
| 35          | TDD         | TD PCS Lower      | 1850–1910     | 1850–1910     | –           | 1,4                        | 20                         | 1695–2200   | NAR (Nordamerika)                                    |
| 36          | TDD         | TD PCS Upper      | 1930–1990     | 1930–1990     | –           | 1,4                        | 20                         | 1695–2200   | NAR (Nordamerika)                                    |
| 37          | TDD         | TD PCS Center-Gap | 1910–1930     | 1910–1930     | –           | 5                          | 20                         | 1695–2200   | NAR (Nordamerika)                                    |
| 38          | TDD         | TD 2600           | 2570–2620     | 2570–2620     | –           | 5                          | 20                         | 2496–2690   | EMEA (Europe Middle East and Africa)                 |
| 39          | TDD         | TD 1900+          | 1880–1920     | 1880–1920     | –           | 5                          | 20                         | 1695–2200   | China                                                |
| 40          | TDD         | TD 2300           | 2300–2400     | 2300–2400     | –           | 5                          | 20                         | 2300–2400   | China                                                |
| 41          | TDD         | TD 2600+          | 2496–2690     | 2496–2690     | –           | 5                          | 20                         | 2496–2690   | Global                                               |
| 42          | TDD         | TD 3500           | 3400–3600     | 3400–3600     | –           | 5                          | 20                         | 3400–3800   |                                                      |
| 43          | TDD         | TD 3700           | 3600–3800     | 3600–3800     | –           | 5                          | 20                         | 3400–3800   |                                                      |
| 44          | TDD         | TD 700            | 703–803       | 703–803       | –           | 3                          | 20                         | 698–960     | APAC (Asien-Pazifik)                                 |
| 45          | TDD         | TD 1500           | 1447–1467     | 1447–1467     | –           | 5                          | 20                         | 1427–1518   | China                                                |
| 46          | TDD         | TD Unlicenced     | 5150–5925     | 5150–5925     | –           | 10                         | 20                         | 5150–5925   | Global                                               |
| 47          | TDD         | TD V2X            | 5855–5925     | 5855–5925     | –           | 10                         | 20                         | 5150–5925   | Global                                               |
| 48          | TDD         | TD 3600           | 3550–3700     | 3550–3700     | –           | 5                          | 20                         | 3400–3800   | Global                                               |
| 49          | TDD         | TD 3600r          | 3550–3700     | 3550–3700     | –           | 10                         | 20                         | 3400–3800   | Global                                               |
| 50          | TDD         | TD 1500+          | 1432–1517     | 1432–1517     | –           | 3                          | 20                         | 1427–1518   | EU                                                   |
| 51          | TDD         | TD 1500-          | 1427–1432     | 1427–1432     | –           | 3                          | 5                          | 1427–1518   | EU                                                   |
| 52          | TDD         | TD 3300           | 3300–3400     | 3300–3400     | –           | 5                          | 20                         | 3300–3400   |                                                      |
| 53          | TDD         | TD 2500           | 2483,5–2495   | 2483,5–2495   | –           | 1,4                        | 10                         | 2483,5–2495 |                                                      |
| 54          | TDD         | TD 1700           | 1670–1675     |               | -           | 1,4                        | 20                         | 1670–1675   |                                                      |
| 65          | FDD         | 2100+             | 1920–2010     | 2110–2200     | 190         | 1,4                        | 20                         | 1695–2200   | Global                                               |
| 66          | FDD         | AWS               | 1710–1780     | 2110–2200     | 400         | 1,4                        | 20                         | 1695–2200   | NAR (Nordamerika)                                    |
| 67          | SDL         | 700 EU            | –             | 738–758       | –           | 5                          | 20                         | 698–960     | EMEA (Europe Middle East and Africa) (Downlink only) |
| 68          | FDD         | 700 ME            | 698–728       | 753–783       | 55          | 5                          | 15                         | 698–960     | EMEA (Europe Middle East and Africa)                 |
| 69          | SDL         | DL b38            | –             | 2570–2620     | –           | 5                          | 20                         | 2496–2690   |                                                      |
| 70          | FDD         | AWS4              | 1695–1710     | 1995–2020     | 300         | 5                          | 20                         | 1695–2200   | NAR (Nordamerika)                                    |
| 71          | FDD         | 600               | 663–698       | 617–652       | −46         | 5                          | 20                         | 617–698     | NAR (Nordamerika)                                    |
| 72          | FDD         | 450 PMR/PAMR      | 451–456       | 461–466       | 10          | 1,4                        | 5                          | 450–467,5   | EMEA (Europe Middle East and Africa)                 |
| 73          | FDD         | 450 APEC          | 450–455       | 460–465       | 10          | 1,4                        | 5                          | 450–467,5   | APAC (Asien-Pazifik)                                 |
| 74          | FDD         | L-Band            | 1427–1470     | 1475–1518     | 48          | 1,4                        | 20                         | 1427–1518   | NAR (Nordamerika)                                    |
| 75          | SDL         | DL-b50            | –             | 1432–1517     | –           | 5                          | 20                         | 1427–1518   | EU                                                   |
| 76          | SDL         | DL-b51            | –             | 1427–1432     | –           | 5                          | 5                          | 1427–1518   | EU                                                   |
| 85          | FDD         | 700 a+            | 698–716       | 728–746       | 30          | 5                          | 10                         | 698–960     | NAR (Nordamerika)                                    |
| 87          | FDD         | 410               | 410–415       | 420–425       | 10          | 1,4                        | 5                          | 410–427     | EMEA (Europe Middle East and Africa)                 |
| 88          | FDD         | 410+              | 412–417       | 422–427       | 10          | 1,4                        | 5                          | 410–427     | EMEA (Europe Middle East and Africa)                 |
| 103         | FDD         | NB-Iot            | 787–788       | 757–758       | –30         |                            |                            | 698–960     |                                                      |

## LTE-Situation verschiedener Länder

### Deutschland

#### Frequenzversteigerung 2010
Die Bundesnetzagentur versteigerte vom 12. April 2010 bis zum 20. Mai 2010 Frequenzen in den Bereichen 800 MHz, 1800 MHz (bisher durch die Bundeswehr genutzt), 2 GHz (ehemalige Quam- und Mobilcom-Lizenzen für UMTS) und 2,6 GHz für den drahtlosen Netzzugang zum Angebot von Telekommunikationsdiensten. Die Frequenzen in den Bereichen 800 MHz, 1800 MHz und 2,6 GHz werden von den drei deutschen Mobilfunkanbietern Telekom Deutschland, Vodafone und Telefónica für LTE genutzt. Der Bundesnetzagentur brachte diese Auktion einen Erlös von 4,38 Mrd. Euro.
Am 30. August 2010 wurden die bis dahin abstrakt zugewiesenen Frequenzen in den Bereichen 800 MHz und 2,6 GHz zugeordnet.

#### Frequenzversteigerung 2015
Die Bundesnetzagentur versteigerte zwischen dem 27. Mai 2015 und dem 19. Juli 2015 erneut Frequenzen für den Mobilfunk. Diese Frequenzen liegen im Bereich 700 MHz (damals DVB-T), 900 MHz (zurzeit GSM und LTE), 1500 MHz, 1800 MHz (zurzeit LTE und GSM). Die Auktion erbrachte der Bundesnetzagentur einen Erlös von 5,08 Milliarden Euro. Alle drei deutschen Mobilfunknetzbetreiber (Deutsche Telekom, Vodafone und Telefónica) waren als Auktionsteilnehmer zugelassen.

#### 1800-MHz-Frequenzband (E-UTRABand 3)
Alle deutschen Anbieter verwenden das 1800-MHz-Band für LTE.

#### 800-MHz-Frequenzband (E-UTRA Band 20,Digitale Dividendeder EU)
| Nutzer           | Uplink      | Downlink    | Preis        |
| ---------------- | ----------- | ----------- | ------------ |
| Deutsche Telekom | 852–862 MHz | 811–821 MHz | 1,153 Mrd. € |
| Vodafone         | 842–852 MHz | 801–811 MHz | 1,210 Mrd. € |
| O₂               | 832–842 MHz | 791–801 MHz | 1,212 Mrd. € |

Da Frequenzen im 800-MHz-Bereich für die Fernsehübertragung und zum Beispiel auch drahtlose Mikrofone verwendet werden oder wurden, war die Vergabe der Frequenzen in diesem Bereich umstritten. So kollidierte in München ein gemischter privater sowie in Nürnberg ein RTL-Multiplex des digitalen Antennenfernsehens mit LTE. Während der gemischte private Multiplex auf einen anderen Kanal umzog, beendete RTL seine DVB-T-Ausstrahlung in Nürnberg. Schlecht abgeschirmte Kabelfernsehnetze sorgen für wechselseitige Störungen, da hier der Frequenzbereich bis 862 MHz genutzt wird. Siehe auch Digitale Dividende.

#### 2,6-GHz-Frequenzband (E-UTRA Band 7 und Band 38)
| Nutzer           | Frequenzduplex (FDD) | Frequenzduplex (FDD) | Frequenzduplex (FDD) | Zeitduplex (TDD)            | Zeitduplex (TDD)            |
| Nutzer           | Uplink               | Downlink             | Preis                | Uplink+Downlink             | Preis                       |
| ---------------- | -------------------- | -------------------- | -------------------- | --------------------------- | --------------------------- |
| Deutsche Telekom | 2520–2540 MHz        | 2640–2660 MHz        | 076,228 Mio. €       | 2605–2610 MHz               | 08,598 Mio. €               |
| Vodafone         | 2500–2520 MHz        | 2620–2640 MHz        | 073,464 Mio. €       | 2580–2605 MHz               | 44,960 Mio. €               |
| O2               | 2540–2570 MHz        | 2660–2690 MHz        | 108,085 Mio. €       | 2570–2580 MHz 2610–2620 MHz | 16,502 Mio. € 16,458 Mio. € |

#### Verfügbarkeit in Deutschland
Derzeit nutzen alle drei deutschen Mobilfunknetzbetreiber die Möglichkeit von LTE.
| Netzbetreiber        | Laufzeitverträge | Prepaid | Fremdmarken |
| -------------------- | ---------------- | ------- | ----------- |
| Telefónica           | ja               | ja      | ja          |
| Telekom              | ja               | ja      | ja          |
| Vodafone             | ja               | ja      | ja          |
| Stand: 25. Juli 2021 |                  |         |             |

### Österreich

#### 2,6-GHz-Frequenzband (E-UTRA Band 7 und Band 38)
Am 20. September 2010 wurde die Frequenzauktion der RTR abgeschlossen. Dabei wurden Frequenzen im 2,6-GHz-Bereich wie folgt vergeben:
| Nutzer                 | Frequenzduplex (FDD) | Frequenzduplex (FDD) | Zeitduplex (TDD) | Preis 2010    |
| Nutzer                 | Uplink               | Downlink             | Uplink+Downlink  | Preis 2010    |
| ---------------------- | -------------------- | -------------------- | ---------------- | ------------- |
| A1 Telekom Austria     | 2500–2520 MHz        | 2620–2640 MHz        | 2595–2620 MHz    | 13,248 Mio. € |
| Magenta Telekom        | 2520–2540 MHz        | 2640–2660 MHz        | –                | 11,247 Mio. € |
| Orange Austria         | 2540–2550 MHz        | 2660–2670 MHz        | –                | 4 Mio. €      |
| Hutchison Drei Austria | 2550–2570 MHz        | 2670–2690 MHz        | 2570–2595 MHz    | 11,03 Mio. €  |

Orange wurde mittlerweile an Hutchison Drei Austria verkauft, deswegen sind auch die Frequenzen von Orange in den Besitz von Hutchison Drei Austria übergegangen.

#### 800-, 900-, 1800-MHz-Frequenzbänder in Österreich
Wie von der RTR 2012 angekündigt, sollte Anfang September 2013 die Versteigerung von 28 Blöcken in den Bändern 800, 900 und 1800 MHz starten. Vor der eigentlichen Auktion konnten Newcomer zwei Frequenzblöcke zu einem niedrigeren Preis ersteigern. Die Auktion erfolgte geheim, erst die Ergebnisse wurden veröffentlicht.
Streit um Lizenzlaufzeiten: T-Mobile kritisierte, dass mit dieser Versteigerung Frequenzen (800 und 900 MHz) ab 2016 bzw. 2018 neu verfügbar gemacht werden sollten, die noch bis 2019 als GSM-Frequenzen zur Verfügung stehen sollten und für die das Unternehmen Lizenzen bezahlt hatte, die noch mehrere Millionen € Bilanzwert hatten. Am 21. Oktober 2013 wurde bekannt, dass A1 fast 1 Mrd. €, T-Mobile rund 700 Mio. € und Hutchison Drei Austria rund 300 Mio. € zahlen werde. Die ersteigerten Bänder konnten auch bzw. das 800-MHz-Band nur für LTE genutzt werden.
Ausgang der Auktion:
| MHz    | A1   | Magenta Telekom | Hutchison Drei Austria |
| ------ | ---- | --------------- | ---------------------- |
| 800    | 2×20 | 2×10            | -                      |
| 900    | 2×15 | 2×15            | 2×5                    |
| 1800   | 2×35 | 2×20            | 2×20                   |
| Total  | 2×70 | 2×45            | 2×25                   |
| Anteil | 50 % | 32 %            | 18 %                   |

In der Auktion 2020 (Laufzeit bis 31. Dezember 2044) erhielten die Netzbetreiber folgen Frequenzblöcke (in MHz):
| MHz  | A1 Austria Telekom | Magenta Telekom | Hutchison Drei Austria |
| ---- | ------------------ | --------------- | ---------------------- |
| 1500 | 30                 | 20              | 30                     |
| 2100 | 25                 | 15              | 20                     |
| 700  |                    | 20              | 10                     |

### Schweiz
Im Februar 2012 wurden in einer einzigartigen Auktion sämtliche bestehenden und neuen Mobilfunkfrequenzen neu vergeben. Die Konzessionen wurden technologieneutral erteilt, womit in der Schweiz folgende Frequenzbänder potenziell für den Einsatz von LTE geeignet sind:
| Frequenz | E-UTRA Band          | Bandbreite        | Duplexverfahren | Ab LTE-Release | Swisscom          | Sunrise    | Salt       |
| -------- | -------------------- | ----------------- | --------------- | -------------- | ----------------- | ---------- | ---------- |
| 800 MHz  | XX (20)              | 2×30 MHz          | FDD             | Rel. 9         | 2×10 MHz          | 2×10 MHz   | 2×10 MHz   |
| 900 MHz  | VIII (8)             | 2×35 MHz          | FDD             | Rel. 8         | 2×15 MHz          | 2×15 MHz   | 2×5 MHz    |
| 1800 MHz | III (3)              | 2×75 MHz          | FDD             | Rel. 8         | 2×30 MHz          | 2×20 MHz   | 2×25 MHz   |
| 2100 MHz | I (1)                | 2×60 MHz          | FDD             | Rel. 8         | 2×30 MHz          | 2×10 MHz   | 2×20 MHz   |
| 2600 MHz | VII (7) XXXVIII (38) | 2×70 MHz 1×50 MHz | FDD TDD         | Rel. 8         | 2×20 MHz 1×45 MHz | 2×25 MHz – | 2×20 MHz – |

Die neuen Mobilfunkfrequenzen wurden den Unternehmen Swisscom, Sunrise Communications und Salt Mobile zugeteilt und brachten dem Bund rund eine Milliarde Schweizer Franken ein. Die aktuell für LTE eingesetzten Frequenzbänder sind unter Mobilfunkfrequenzen in der Schweiz ersichtlich.
Im September 2010 schaltete Swisscom in der Stadt Grenchen erstmals ein LTE-Testnetz im Frequenzband 2600 MHz auf. Nach erfolgreich verlaufenem Feldversuch startete Swisscom im November 2011 mit einem LTE-Pilotprojekt im Frequenzband 1800 MHz in der Alpenstadt Davos. Im Dezember 2011 kamen Grindelwald, Gstaad, Leukerbad, Montana, Saas-Fee und St. Moritz/Celerina als weitere Pilotprojekte hinzu. Ab Januar 2012 konnte LTE auch in ausgewählten Swisscom-Shops im Frequenzband 2600 MHz getestet werden.
Swisscom nahm ihr LTE-Netz am 29. November 2012 als erstes Netz der Schweiz kommerziell in Betrieb. Im Mai 2013 erhöhte Swisscom die maximale Empfangsrate auf 150 Mbit/s und kündigte an, LTE im Juli 2013 auch für Prepaid-Kunden freizuschalten. Das LTE-Netz von Swisscom steht im März 2014 in 1400 Orten zur Verfügung und versorgte bereits 91 % der Bevölkerung. Swisscom führte am 21. Juni 2013 als erster Anbieter der Schweiz LTE-Roaming ein, womit europäische Mobilfunknutzer erstmals LTE-Netze auf anderen Kontinenten nutzen konnten. Gestartet wurde das LTE-Roaming mit Südkorea. Am 16. Juni 2014 führte Swisscom als erster Anbieter LTE advanced in der Schweiz ein. Die Erweiterung war vorerst in den Bahnhöfen Bern und Lausanne verfügbar; ab Juli 2014 wurden weitere stark frequentierte Standorte ausgebaut.
Am 28. Mai 2013 startete Orange (heute Salt Mobile) als zweiter Mobilnetzbetreiber mit seinem LTE-Netz in 113 Orten und einer Abdeckung von 35 % der Bevölkerung. Als erster Anbieter im Schweizer Mobilfunkmarkt bot Orange LTE auch für Prepaid-Kunden an. Orange erreicht mit seinem LTE-Netz Ende 2014 90 % der Bevölkerung.
Der Netzbetreiber Sunrise schaltete am 19. Juni 2013 sein LTE-Netz für den kommerziellen Betrieb frei. Während das Netz anfänglich nur 22 % der Bevölkerung versorgte, erreichte es im Dezember 2013 eine Abdeckung von 50 %.

### Spanien
In Spanien kam der LTE-Netzausbau anfangs sehr schleppend voran, Telefónica hatte nur LTE-Testnetze in Madrid und Barcelona aufgebaut. Vodafone Spanien startete am 29. Mai 2013 sein LTE-Netzwerk in der Kategorie-4 mit bis zu 150 Megabit/s Empfangs- und 50 Megabit/s Senderate und nutzte die LTE-Frequenzen 1800 MHz und 2600 MHz.

### Weltweit
Weltweit werden unterschiedliche Frequenzbänder genutzt:
- Nordamerika: Hauptsächlich 700 MHz (Band 13/17) (AT&T, Verizon) und 1700/2100 MHz (Band 4) (AT&T, T-Mobile, Verizon); sowie 1900 MHz (Band 2/25) (AT&T, Sprint), sowie 2600 MHz (Band 7) in Kanada (Bell, Rogers)
- Südamerika: 1700 MHz (Band 4), 1800 MHz, 1900 MHz, 2600 MHz
- Osteuropa: 800 MHz, 900 MHz, 1800 MHz, 2300 MHz und 2600 MHz
- Asia-Pazifik: 850 MHz, 1500 MHz, 1800 MHz, 2100 MHz, 2300 MHz, 2500 MHz
- Westeuropa, Mittlerer Osten und Afrika: 800 MHz (B20), 900 MHz (B8), 1800 MHz (B3) und 2600 MHz (B7)